# 弗金斯 (伊利諾伊州)
弗金斯（英語：Vergennes）是位於美國伊利諾伊州傑克遜縣的一個村落。

## 地理
弗金斯的座標為37°54′11″N 89°20′24″W / 37.90306°N 89.34000°W，而該地最高點為海拔高度119米（即390英尺）。

## 人口
根據2010年美國人口普查的數據，弗金斯的面積為0.92平方千米，當中陸地面積為0.92平方千米，而水域面積為0.00平方千米。當地共有人口298人，而人口密度為每平方千米323人。